# Alberto Vianini
Alberto Vianini, né le 4 octobre 1968, à Venise, en Italie, est un ancien joueur italien de basket-ball. Il évolue durant sa carrière au poste de pivot.

## Palmarès
- Coupe d'Europe 1995
- Champion d'Italie 1992
- Coupe d'Italie 1993, 1994, 1995
- Coupe d'Allemagne 2000